# Doktorzy honoris causa Uniwersytetu Wrocławskiego
Lista doktorów honoris causa Uniwersytetu Wrocławskiego:

## 1803–1945
- Emanuel von Schimonski – 1803
- Johann Timotheus Hermes – 1803
- Christoph Ludwig Friedrich Schultz – 1811
- Johann Heinrich Pestalozzi – 1817
- Fryderyk Wilhelm IV Hohenzollern – 1818
- Thomas Henry Huxley – 1861
- Charles Darwin – 1861
- John Stuart Mill – 1861
- Aleksander Narcyz Przezdziecki – 1861
- Johannes Brahms – 1879
- Emil Bohn – 1884
- Heinrich Marx – 1904
- Georg von Kopp – 1911
- Paul von Hindenburg – 1914
- Erich Ludendorff – 1914
- Martin Wilhelm Remus von Woyrsch – 1919
- Carl Joseph Schulte – 1921
- Hermann Nilsson-Ehle – 1923
- Dmitrij Nikołajewicz Prianisznikow – 1923

## Lata 40. i 50.
- Wacław Sierpiński – 22 listopada 1948 (data promocji)
- Sarvepalli Radhakrishnan – 12 czerwca 1956
- Jan Czekanowski – 3 czerwca 1959
- Kazimierz Kuratowski – 10 października 1959

## Lata 60.
- Stanisław Kulczyński – 10 października 1963
- Mstisław Wsiewołodowicz Kiełdysz – 29 października 1964
- Bohdan Winiarski – 22 kwietnia 1965
- Adam Rapacki – 22 listopada 1965
- Josef Macůrek – 22 listopada 1965
- Wiktor Iwanowicz Spicyn – 22 listopada 1965
- Hugo Steinhaus – 22 listopada 1965
- Kazimierz Tymieniecki – 22 listopada 1965
- Jan Wasilkowski – 22 listopada 1965
- Jean Dresch – 1 października 1966
- Richard Foster Flint –  1 października 1966

## Lata 70.
- Wojciech Rubinowicz – 9 kwietnia 1970
- Paul Nowotny – 14 listopada 1970
- Władysław Ślebodziński – 14 listopada 1970
- Włodzimierz Trzebiatowski – 14 listopada 1970
- Theodor Martinem – 14 listopada 1970
- Wiktor Bross – 21 października 1971
- Piotr Kapica  – 10 kwietnia 1972
- Nikołaj Nikołajewicz Bogolubow – 26 kwietnia 1972
- Konstanty Jacymirski – 15 listopada 1972
- Julian Krzyżanowski – 14 marca 1973
- Edward Marczewski – 8 maja 1973
- Josip Hamm – 1 września 1973
- Błaże Koneski – 1 września 1973
- Władysław Opęchowski – 28 września 1973
- Chen Ning Yang – 13 maja 1974
- John Sampson Toll – 9 czerwca 1975
- Cornelius de Jager – 1 października 1975
- Nikołaj Wasilewicz Bielów – 1 października 1975
- Andriej Borisowicz Siewierny – 1 października 1975
- Kazimierz Sembrat – 1 października 1975
- Henryk Teisseyre – 1 października 1975
- Henryk Jabłoński – 2 października 1975
- Zdzisław Żygulski  – ceremonia nie odbyła się
- Piotr Słonimski – 28 lutego 1976
- Gunnar Jacobson – 1 września 1976
- Nikołaj Nikołajewicz Siemionow – 23 kwietnia 1977
- Jan Gwiazdomorski – 14 maja 1977
- Stefan Inglot – 17 września 1977
- Josef Schleifstein – 10 kwietnia 1979
- Mansel Morris Davies – 17 listopada 1979

## Lata 80.
- Bogusława Jeżowska-Trzebiatowska – 17 grudnia 1980
- Paweł Nantka-Namirski – 17 grudnia 1980
- Jacques Voisine – 10 marca 1981
- Wiktor Steffen – 14 maja 1981
- Pierre François Gonidec – 14 maja 1981
- Wacław Stefan Szubert – 14 maja 1981
- Sylwester Zawadzki – 14 maja 1981
- Abdus Salam – 28 maja 1981
- Kazimierz Smulikowski – 23 czerwca 1982
- Juliusz Wiktor Gomulicki – 19 maja 1983
- William James Orville-Thomas – 19 października 1983
- Hugon Kowarzyk – 7 grudnia 1983
- Henryk Michał Barycz – 9 listopada 1984
- Karol Górski – 18 kwietnia 1985
- Alfred Jahn – 22 kwietnia 1985
- Henryk Wereszycki  – 18 czerwca 1985
- Tadeusz Lewicki – 23 kwietnia 1986
- Ludwik Bar – 6 listopada 1986
- Karol Starmach – 13 listopada 1987
- Jindřich Štelcl – 13 listopada 1987
- Klaus Stern – 13 listopada 1987
- Edmund Osmańczyk – 6 maja 1988
- Witold Świda – 20 grudnia 1988
- Heinrich Pfeiffer – 13 kwietnia 1989
- Chintamani Nagesa Ramachandra Rao – 31 maja 1989
- Władysław Jerzy Kunicki Goldfinger – 11 listopada 1989
- Jan Rzewuski – 15 listopada 1989
- Sante Graciotti – 15 listopada 1989

## Lata 90.
- Henri Béhar – 15 maja 1990
- Alodia Kawecka-Gryczowa – ceremonia nie odbyła się
- Karolina Lanckorońska – 24 maja 1990 w Rzymie
- Djordje Živanowić – 19 września 1990
- Alfons Klafkowski – 4 kwietnia 1991
- Jerzy Grotowski – 10 kwietnia 1991
- Ryszard Kaczorowski – 22 maja 1991
- Eric Maurice Joon – 22 maja 1991
- Hans Gert Roloff – 22 maja 1991
- Tymon Terlecki – 3 czerwca 1991
- Tadeusz Różewicz – 7 października 1991
- Günther Kaiser – 15 listopada 1991
- Hans Rothe – 15 listopada 1991
- Herman Theodor Feliks Wieland – 15 listopada 1991
- Józef Andrzej Gierowski – 8 maja 1992
- Václav Havel – 21 grudnia 1992
- Andrzej Mycielski – 28 maja 1993
- Józef Wolski – 9 czerwca 1993
- Petrus Gijsbertus Jacobus van Sterkenburg – 9 czerwca 1993
- Daniel Beauvois – 15 listopada 1993
- John Leonard Culhane – 15 listopada 1993
- Zbigniew Pełczyński – 15 listopada 1993
- Piotr Stefan Wandycz – 15 listopada 1993
- Knut Ipsen – 15 listopada 1994
- Helmuth Becker – 4 maja 1995
- Bogdan Zakrzewski – 15 listopada 1995
- Hans-Georg Gadamer – 11 lutego 1996
- Hans Friedrich Zacher – 28 lutego 1996
- Marcel Janssens – 28 lutego 1996
- Władysław Bartoszewski – 11 grudnia 1996
- Achim Müller – 14 listopada 1997
- Roman Herzog – 17 lutego 1998
- Jerzy Giedroyć – 18 maja 1998
- Friedrich Christian Schroeder – 29 kwietnia 1999
- Jan Nowak-Jeziorański – 14 czerwca 1999
- Gerard Labuda – 15 września 1999

## Lata 2000–2009
- Ulrich Engel – 24 maja 2000
- Herbert Schambeck – 24 maja 2000
- Mieczysław Klimowicz – 14 czerwca 2000
- Hans Adolf Jacobsen – 15 listopada 2000
- Adam Bielański – 28 lutego 2001
- Roman Wapiński – 28 lutego 2001
- Andrzej Witold Szwarc – 20 czerwca 2001
- Lucjan Sobczyk – 20 czerwca 2001
- Ryszard Kapuściński – 15 listopada 2001
- Henryk Bereska – 10 marca 2002
- Stanisław Grodziski – 10 marca 2002
- Karl Dedecius – 12 czerwca 2002
- Ludwig Adamovich – 15 października 2002
- Fritz Stern – 16 listopada 2002
- Leszek Kołakowski – 26 listopada 2002
- Winfried Irgang – 11 kwietnia 2003
- Urszula Kozioł – 11 kwietnia 2003
- Javier Solana – 2 października 2003
- Jan Baszkiewicz – 14 listopada 2003
- Theodore Eugene Madey – 10 marca 2004
- Mark Seaward – 10 marca 2004
- André Goffeau – 25 czerwca 2004
- Harry Eugene Stanley – 25 czerwca 2004
- Bohdan Paczyński – 29 czerwca 2005 (podpisanie dyplomu)
- Aleksander Szulc – 28 stycznia 2005
- Andrzej Stelmachowski – 30 września 2005
- Rudolf Lenz – 15 listopada 2005
- Sava Bratos – 3 października 2006
- Szewach Weiss – 22 listopada 2006
- Michael O. Rabin – 13 lipca 2007
- Henryk Samsonowicz – 1 października 2007
- Maciej Żylicz – 15 listopada 2007
- Norbert Heisig – 7 czerwca 2008
- Waldemar Kozuschek – 25 czerwca 2008
- Lothar Knopp – 17 września 2008
- Iwan Oleksandrowicz Wakarczuk – 24 czerwca 2009

## Lata 2010–2019
- Georges Boulon – 15 listopada 2010
- Bolesław Ginter – 1 października 2011
- Fulvio Ricci – 26 października 2011
- Norbert Conrads – 15 listopada 2011
- Leszek Kubicki – 15 listopada 2011
- Wolfgang Kilian – 15 listopada 2012
- Jerzy Strzelczyk – 27 marca 2013
- Hans-Gert Pöttering – 23 października 2013
- Ernst Bauer – 22 stycznia 2014
- Helmut Satz – 28 maja 2014
- Bernard Silvi – 24 września 2014
- Florian Śmieja – 29 października 2014
- Søren Asmussen – 13 listopada 2015
- Shūji Nakamura – 25 marca 2015
- Moshe Rosman – 27 kwietnia 2016
- Joël Monéger – 29 kwietnia 2015
- Włodzimierz Nykiel – 27 stycznia 2016
- Algirdas Gaižutis – 27 kwietnia 2016
- Adriano Giovannelli – 27 kwietnia 2016
- Zuzanna Topolińska – 27 kwietnia 2016

## Lata 20.
- Olga Tokarczuk – 22 września 2021[1]
- Hubert Orłowski – 22 września 2021[1]
- Janusz Sztumski – 8 kwietnia 2022[2]